# Madascincus ankodabensis
Madascincus ankodabensis là một loài thằn lằn trong họ Scincidae. Loài này được Angel mô tả khoa học đầu tiên năm 1930.